# Opamyrma hungvuong
Opamyrma hungvuong is een mierensoort uit de onderfamilie van de Amblyoponinae. De wetenschappelijke naam van de soort is voor het eerst geldig gepubliceerd in 2008 door Yamane, Bui & Eguchi.